# 段智興
大理宣宗段智興（？—1200年），又名段易長興，大理國第十八世皇帝，段正兴之子，在位時間自1172年—1200年，共28年。
1172年，段正兴禅位为僧，段智興继承君位，仍由“中国公”高寿昌主国事。翌年改元利貞，派遣李观音得等二十三人至广西横山寮要求与南宋交易马匹，并要求经书、药书、药材等。先后又改元盛德、嘉会、元亨、安定。在位期间，高氏内部斗争剧烈，政局变动。1174年，高观音隆夺高寿昌之位给高贞明（高寿昌的侄子）。不久，阿机起兵夺高贞明之位还给高寿昌，高贞明逃到鹤庆。1176年，高观音妙自立，自白崖（今云南弥渡县红崖）起兵，攻克鄯阐（今昆明市），夺高寿昌之位。在位期间大修佛寺，建了60座寺院，在1190年一年，即修十六寺。對國力造成損害，他本身也終日崇佛，不理國事。1195年，修龙首（今大理市上关）、龙尾（今大理市下关）二关，又修筑三阳城。1200年驾崩，子段智廉继位。死后谥功極皇帝，庙号宣宗。金庸作品《射雕英雄傳》、《神雕俠侶》中的段智興（法號「一燈」）即以他為原型人物。